# Slobodan Ljubotina
Slobodan Ljubotina (in serbo Слободан Љуботина?; Otočac, 11 gennaio 1984) è un allenatore di pallacanestro ed ex cestista serbo.

## Palmarès

### Giocatore
- Campionato sloveno: 1

Union Olimpija: 2005-06